# Raminta Radavičienė
Raminta Radavičienė (*  1976) ist eine litauische Politikerin,  Vizeministerin für Umwelt.

## Leben
Nach  dem Abitur 1994 an der Mittelschule absolvierte Raminta Radavičienė von 1994 bis 1998 das Bachelorstudium des Umweltingenieurwesens an der VGTU und von 1998 bis 2000 das Masterstudium der Umweltwissenschaft an  der Universität Vilnius in der litauischen Hauptstadt Vilnius. Von 
Juni 2000 bis November 2005 war sie Leiterin  des Projektteams im Unternehmen UAB VIENITURAS. 
Von November 2005 bis Februar 2014 war sie Leiterin der Abteilung für Abfallwirtschaft am   Umweltministerium der Republik Litauen. Von Februar 2014 bis Oktober 2017 leitete sie als Präsidentin Litauischen Verband für Kommunaldienste und Abfallwirtschaft. Von November 2017 bis 2021 war sie Expertin
und von Dezember 2018 bis Januar 2021    leitete sie als  Direktorin die Abteilung für Geschäftsumfeld und Wirtschaft am Litauischen Industriellenverband. 
Seit  2021 ist Raminta Radavičienė stellvertretende Umweltministerin Litauens als  Stellvertreterin von Simonas Gentvilas im Kabinett Šimonytė.
Raminta Radavičienė ist verheiratet.